# Хроника Холодной войны (1976 год)
Хронология Холодной войны
- 1943
- 1944
- 1945
- 1946
- 1947
- 1948
- 1949
- 1950
- 1951
- 1952
- 1953
- 1954
- 1955
- 1956
- 1957
- 1958
- 1959
- 1960
- 1961
- 1962
- 1963
- 1964
- 1965
- 1966
- 1967
- 1968
- 1969
- 1970
- 1971
- 1972
- 1973
- 1974
- 1975
- 1976
- 1977
- 1978
- 1979
- 1980
- 1981
- 1982
- 1983
- 1984
- 1985
- 1986
- 1987
- 1988
- 1989
- 1990
- 1991

- 8 января: Смерть Чжоу Энлая.
- Февраль: Советские и кубинские силы приводят к власти в Анголе коммунистическое правительство.
- 24 марта: Процесс национальной реорганизации захватывает власть в Аргентине после успешного военного переворота и начинает военные действия против партизан. Президентом становится Хорхе Рафаэль Видела.
- 29 июня: Сейшельские острова становятся независимыми от Великобритании в соответствии с статусом Содружества.
- 2 июля: Вьетнам воссоединился.
- 20 июля: Американские военнослужащие выводятся из Таиланда.
- 1 сентября: Создан «Сафари-клуб».
- 9 сентября: Смерть Мао Цзэдуна.
- 6 октября: Бойня в Университете Таммасат, в Бангкоке, Таиланд.
- 4 декабря: Начинается мятеж в Ачехе.